# М3 (Стамбульський метрополітен)
Лінія M3, також офіційно лінія Кіразли-Басаксехір-Олімпіяткой (тур. M3 Başakşehir Metro Hattı) — лінія Стамбульського метрополітену. Завдовжки 11 км, має 9 станцій. розташована у фракійській частині Стамбула, Туреччина. На станції Кіразли має пересадку на лінію M1B. 

## Історія
Будівництво лінії розпочато в 2006 році. До 2009 року всі тунелі були побудовані. Рухомий склад для лінії було доставлено у 2010 році. Світлофори і спеціальні сигнали були змонтовані у 2012 році. У червні 2013 року лінія відкрилася для пасажирів.

## Станції
| No              | Станція              | Район        | Пересадка                                                | Тип      | Примітки |
| --------------- | -------------------- | ------------ | -------------------------------------------------------- | -------- | --- |
| 1               | Бакиркьой-ІДО        | Бакиркьой    | (термінал Бакиркьой)                                     | Підземна | вул. Рауф Орбай・Атакьой-марина・Галлерея・вул. Кеннеді                                                                         |
| 2               | Озгюрлюк-мейдані     | Бакиркьой    | ・ (Бакиркьой)                                           | Підземна | Майдан Бакиркьой-Озгюрлюк・вул. Інджирлі・парк Юсуф Кьоксал・Вища школа Бакиркьой Анадолу імам хатип                            |
| 3               | Бакиркьой — Інджирлі | Бакиркьой    | ・                                                       | Підземна | парк Хатідже Кючюк・парк Бакиркьой-Адалет・бульвар Ісмаїл Ерак・Ботанічний парк                                                 |
| 4               | Хазнедар             | Гюнгьорен    |                                                          | Підземна | парк Гюнгьорен・вул. Наджі Казим ・парк Наджі Казим                                                                             |
| 5               | Ілкюва               | Бахчеліевлер |                                                          | Підземна | вул. Багджилар・Бахчеліевлер İSKİ                                                                                               |
| 6               | Їлдизтепе            | Багджилар    |                                                          | Підземна | вул. Багджилар・вул. Кибрис・Вища школа Багджилар Анадолу・Початкова школа Багджилар-Їлдизтепе・Середня школа Ходжа Ахмет Єсеві |
| 7               | Мулла Гюрані         | Багджилар    |                                                          | Підземна | парк Мулла Гюрані・бульвар Мехмет Акіф・парк Їлдизтепе                                                                          |
| ↑↑ Будується ↑↑ |                      |              |                                                          |          | |
| 8               | Кіразли              | Багджилар    | ・                                                       | підземна | безкоштовна пересадка (поки не відкриється станція Бакиркьой-ІДО)                                                               |
| 9               | Єнімахалле           | Багджилар    |                                                          | підземна | 15 липня Парк мученика Рамазана Сарікая・вул. Дьокумджюлер                                                                      |
| 10              | Махмутбей            | Багджилар    | M7 (Kabataş - Mahmutbey) Metro Line                      | підземна | вул. Маслак・вул. Іньоню・вул. Босна                                                                                            |
| 11              | İSTOÇ                | Багджилар    |                                                          | підземна | İSTOÇ |
| 12              | Ікітеллі-Санаї       | Башакшехір   | M9 (Ataköy - Olimpiyat) Metro                            | підземна | безкоштовна пересадка |
| 13              | Тургут Озал          | Башакшехір   |                                                          | підземна | пром. майданчик Еврен・бульвар Сулейман Демірель                                                                                |
| 14              | Сітелер              | Башакшехір   |                                                          | підземна | бульвар Ататюрка |
| 15              | Башак-Конутлари      | Башакшехір   |                                                          | підземна | вул. проф. Неджметтін Ербакана・парк Башакшехір 1                                                                               |
| 16              | Метрокент            | Башакшехір   | пересадка на автобус Хаваїст・                           | підземна | Metrokent |
| ↓↓ Будується ↓↓ |                      |              |                                                          |          | |
| 17              | Онуркент             | Башакшехір   |                                                          | підземна | парк Онуркент・вул. Мімар Кемалеттін                                                                                            |
| 18              | Шехір-хастанесі      | Башакшехір   |                                                          | підземна | Міський шпиталь Башакшехір-Чам та Сакура                                                                                        |
| 19              | Топлу-конутлар       | Башакшехір   |                                                          | підземна | Kayaşehir Boulevard・Kayaşehir Millet Bahçesi                                                                                   |
| 20              | Каяшехір-Меркез      | Башакшехір   | M11 (Gayrettepe - İstanbul Airport - Halkalı) Metro Line | підземна | бульвар Каяшехір・Національний сад Башакшехір                                                                                   |